# Russ Congdon
Russell Brangwin "Russ" Congdon (Puyallup, Washington, 28 september 1924 - aldaar, 26 februari 1998) was een Amerikaans autocoureur. In 1960 en 1961 schreef hij zich in voor de Indianapolis 500, maar wist zich niet te kwalificeren. De eerste race maakte ook deel uit van het Formule 1-kampioenschap. Nadat Congdon in 1964 brandwonden opliep bij een crash, stopte hij met de autosport.